# Citigroup
Citigroup – koncern powstały w 1998 roku w wyniku fuzji Citicorp i Travelers Group. W ten sposób powstał największy, pod względem kapitalizacji rynkowej, dostawca usług finansowych na świecie.

## Działalność
Pod koniec 2005 roku grupa posiadała ponad 200 milionów klientów i około 299 tysięcy pracowników.
Zysk Citigroup wyniósł w 2005 roku 12 mld USD.
Listopad 2007 roku – straty w wysokości około 17 mld dolarów spowodowane zawirowaniami na rynku kredytów i spadek wartości akcji Citigroup (ok. 30%), zmusiły grupę do sprzedaży części walorów. Abu Dhabi Investment Authority ze Zjednoczonych Emiratów Arabskich nabył 4,9% udziałów w Citigroup za kwotę 7,5 miliarda dolarów, ratując grupę przed poważnymi problemami finansowymi.
Luty 2009 – decyzja rządu USA o wsparciu zamienianym na akcje.
Do Citigroup należą między innymi:
- Citibank;
- CitiFinancial;
- Salomon Brothers;

Firma ubezpieczeniowa Travelers została później wydzielona jako spółka córka. W 2005 r. sprzedana St. Paul Travelers.

### Działalność w Polsce
Między 1991 a 2001 grupa była wyłącznym właścicielem banku Citibank (Poland) S.A., a od 2000 jest większościowym udziałowcem Banku Handlowego w Warszawie S.A., działającego pod marką handlową Citi Handlowy. Ponadto, w grupie kapitałowej w Polsce działa Dom Maklerski Banku Handlowego oraz Handlowy Leasing.
Od 2005 Citibank Europe posiada w Polsce centrum usług wspólnych Citi Service Center Poland, działające w Warszawie i Olsztynie.